# Ga Buwon
Ga Buwon (tiếng Hàn: 부원역; Hanja: 府院驛) là ga trên Tuyến BGLRT của Busan Metro ở Buwon-dong, Gimhae, Hàn Quốc.

## Liên kết
- (tiếng Hàn) Thông tin ga từ Tổng công ty vận chuyển Busan